# Personaggi di Chrono Trigger
In questa voce vengono descritti alcuni dei personaggi di Chrono Trigger, videogioco di ruolo pubblicato su varie piattaforme.

## Ayla
Ayla (エイラ?, Eira) è il capo della tribù Ioka nel 65.000.000 B.C.. Il suo popolo è costantemente in guerra contro i "Reptites", una razza evoluta ed intelligente di rettili antropomorfi. A causa della caduta di Lavos, la polvere sale nell'atmosfera, bloccando i raggi solari, e causando l'Età del Ghiaccio e l'estinzione dei Reptites. Ayla non può usare magie essendo nata prima dell'età della magia. Le sue armi sono i suoi pugni e la sua forza sovrumana, e non necessita dunque di equipaggiarsi con nuove armi. Al livello 73, comunque, guadagna l'IronFist, che innalza i suoi colpi critici e causa "caos" a turni alterni; al 96 ottiene invece il BronzeFist, che le permette un colpo critico da 9999 HP.
Ayla potrebbe essere un'allusione alla Saga dei Figli della Terra di Jean M. Auel, la cui protagonista è una donna preistorica dai capelli biondi e occhi azzurri di nome Ayla. È ispirata al personaggio di Dragon Ball Lunch nella sua versione bionda e aggressiva.

## Baldassarre
È noto come "Guru of the reason" (ovvero "Guru della Ragione"). È il responsabile della tecnologia nel regno di Zeal, inventore di creature mistiche semi-viventi (i Nu), nonché scienziato dalle capacità a dir poco pazzesche. È lui il creatore di tutta la tecnologia mistico-scientifica del regno di Zeal. Grazie alle sue capacità intellettuali, assieme a Melchiorre e Gasparre, viene nominato Saggio di Zeal. A causa della caduta di Zeal da parte di Lavos e durante l'evento della nascita di quest'ultimo, Baldassarre viene trasportato nel 2.300 A.D. Ed è proprio in questa epoca che, debilitato dalle cattive condizioni igienico-sanitarie e dalla mancanza di cibo, Baldassarre perderà la vita. Ma non prima di aver portato a termine la sua creazione più ingegnosa: "Epoch", la macchina del tempo, creata per permettere a coloro che si riveleranno i più valorosi, di tornare indietro nel tempo e cambiare il corso della storia. Il suo nome come quello degli altri due guru di Zeal è preso dai tre re magi della tradizione cristiana.

## Crono
Crono (クロノ?, Kurono) è il personaggio principale della saga. Vive con sua madre (Gina, nella versione giapponese) nella città di Truce, governata dal Reame di Guardia. Incontrata una ragazza di nome Marle alla Fiera del Millennio è in seguito accusato di averla rapita. Nel 12.000 B.C., quando il gruppo si confronta con Lavos nell'Ocean Palace, sacrifica la sua vita per salvare gli amici. In seguito il gruppo può riportarlo in vita mediante l'Uovo Temporale. I suoi dialoghi non sono mai mostrati, ma risultano impliciti nelle reazioni degli altri personaggi. Le due uniche eccezioni in uno dei finali possibili e quando l'utente sceglie di fargli dire delle frasi. Usa una katana come arma principale e, una volta ottenuti poteri magici, le sue tecniche appartengono alla sfera del lampo. Il nome potrebbe essere inteso come "Chrono," la 'h' mancante a causa del fatto che tutti i nomi sono al massimo di cinque lettere. Il personaggio è ispirato a Tapion della serie di Dragon Ball.

## Cyrus
Cyrus è un cavaliere di Guardia nel 600 A.D. Cyrus è un amico di infanzia di Glenn (Frog) sebbene più anziano di Glenn di circa 7 anni. Ed è proprio lui che insegna, anno dopo anno, a Glenn che non bisogna sempre subire passivamente le ingiustizie dei prepotenti, ma bisogna reagire per non soccombere. Egli, assieme a Glenn, si arruola nei Cavalieri di Guardia e, dopo qualche anno, vista la sua straordinaria capacità di spadaccino, viene nominato Capo dei "Cavalieri della Tavola Quadrata". In una missione, uccide il Re delle Rane per recuperare la "Medaglia dell'Eroe", artefatto che Cyrus supponeva indispensabile per poter maneggiare la leggendaria spada Masamune, l'unica arma in grado di sconfiggere le Creature Mistiche, in quanto nessun cavaliere di Guardia era munito di poteri magici. Purtroppo il possesso della spada magica e della Medaglia dell'eroe non sono sufficienti per donare a Cyrus la vittoria contro Magus ed Ozzie. Difatti, nel 590 A.D. nella battaglia contro Magus ed Ozzie, dopo la rottura della spada Masamune, trovandosi alle strette, Cyrus svela il suo animo nobile e protettivo nei confronti dell'amico Glenn, scaraventandosi come un kamikaze contro Magus, il quale uccide Cyrus senza pietà, riducendolo in un cumulo di cenere, per poi mutare Glenn in una rana.
Cyrus viene seppellito in un castello malconcio, lontano dal regno di Guardia; vista l'infamia di aver macchiato il regno di Guardia per incapacità nell'uccidere Magus, verrà ricordato come "Cyrus, il folle che ha osato sfidare Magus", e la sua anima non avrà pace per tutta l'eternità. Durante una missione opzionale, sarà possibile, nell'anno 600 A.D., riparare i guasti nel castello che è il cimitero di Cyrus, cercare la sua tomba e, dopo un dialogo con il Fantasma di Cyrus, ripristinare il suo onore macchiato di infamia, permettendo al prode Cyrus di riposare in pace. Dopo il dialogo, Masa e Mune (i due esseri mistici che compongono la Spada Masamune) resteranno talmente commossi che sfoggeranno tutta la loro potenza a favore di Glenn/Frog, creando una nuova Masamune, dal potere e dalle capacità nettamente più elevate della normale Masamune.

## Epoch
Epoch è la fantastica macchina del tempo inventata dal guru Baldassarre nel 2.300 A.D. Durante tutta la prima metà del gioco è assente, probabilmente perché l'inventore ci sta ancora lavorando, ma la sua esistenza sarà rivelata ai protagonisti per permettere loro di accedere nuovamente all'Era Oscura da cui erano stati banditi. Inizialmente non ha la possibilità di spostarsi, quindi una volta a bordo è possibile viaggiare tra le varie epoche temporali, sparendo e riapparendo però sempre nello stesso punto della mappa.
Quando però i personaggi torneranno nell'Era Oscura, Epoch sarà loro requisita da Dalton, il braccio destro della malvagia regina Zeal, il quale ordinerà ai suoi tecnici di trasformarla in una macchina volante. Una volta recuperata, quindi, il giocatore potrà usarla per muoversi ovunque nello spazio e nel tempo. Questo modo di viaggiare è senza dubbio molto più comodo dei continui spostamenti a piedi da un varco temporale all'altro.
In più occasioni i protagonisti si riferiscono a Epoch come a un essere vivente piuttosto che come a un oggetto, cosa che si rivelerà essere piuttosto vicina alla verità, quando la macchina del tempo tornerà dai nostri eroi da sola, dopo che sono stati separati dagli eventi, dimostrando di possedere una volontà propria.

## Flea
Flea è il braccio sinistro di Ozzie, un potente mago munito dell'elemento del fuoco. Sebbene sia difficile crederlo, Flea, un essere a dir poco narciso ed amante della bellezza, odia essere scambiato per una donna, e crede che il potere della bellezza sia superiore a qualsiasi magia. I nostri eroi incontreranno per la prima volta questo mago nelle stanze del castello di Magus nel 600 A.D. Dopo averlo sconfitto, egli fuggirà.
Lo si potrà ritrovare, assieme ad Ozzie e Slash, nella missione opzionale del Castello di Ozzie, nel quale Flea avrà una potenza rinnovata e l'affascinante "Veste di Flea" (che si potrà rubare grazie all'abilità di Ayla).
Il nome del personaggio è chiaramente ispirato a Flea, bassista e cofondatore dei Red Hot Chili Peppers, così come Ozzie è ispirato a Ozzy Osbourne (cantante dei Black Sabbath) e Slash è ispirato a Slash (ex chitarrista dei Guns N' Roses), tutti personaggi legati al mondo del rock.

## Frog
Frog (カエル?, Kaeru) è un cavaliere del 600 A.D. il cui vero nome è Glenn. Da scudiero di Cyrus, un "Cavaliere della tavola quadrata", assistette alla sua uccisione da parte di Magus, e fu trasformato da quest'ultimo in una rana antropomorfa. Prima che venisse trasformato in una rana era conosciuto con il nome di Glenn. Frog dedica tutto sé stesso alla protezione della vita della regina Leene e giura di vendicare Cyrus uccidendo Magus. È il vero predestinato alla Masamune, un'antica spada, unica vera arma contro il mago oscuro. Frog ha la possibilità, in seguito, di far riposare in pace il fantasma di Cyrus e di allearsi o sconfiggere Magus. Egli è equipaggiato con una spada larga e le sue tecniche appartengono alla sfera dell'acqua.

## Gasparre
È noto come "Guru of the time" (ovvero "Guru del Tempo"). Egli è il creatore e responsabile del tempo e del suo fluire; dallo spiazzo della fine del tempo, lui osserva il fluire del tempo. È in grado di creare portali verso ogni era e di manomettere come vuole il corso degli eventi, ed insieme a Baldassarre e Melchiorre, viene nominato Saggio di Zeal. Anche lui un tempo viveva in Zeal. A causa della caduta di Zeal da parte di Lavos e durante l'evento della nascita di quest'ultimo, Gasparre viene trasportato alla fine del tempo. Giocherà un ruolo fondamentale nel tentativo di resurrezione di Crono, quando costui resta ucciso da Lavos. Il suo nome come quello degli altri due guru di Zeal è preso dai tre re magi della tradizione cristiana.

## Lavos
Lavos (ラヴォス?, Ravosu) è il principale antagonista del gioco. È un parassita alieno con poteri quasi divini, arrivato sul pianeta nel 65.000.000 B.C. "Lavos" è solamente un nomignolo dato alla creatura da Ayla (nella lingua primordiale, "La" significa "fuoco" e "Vos" significa "grande"): il suo vero nome, se ne ha mai avuto uno, è ignoto. Lavos arrivò sul pianeta per succhiarne a poco a poco le energie e produrre della prole geneticamente avanzata. Nella traduzione americana del gioco, viene svelato che Lavos ha esercitato una forte influenza sull'evoluzione e lo sviluppo delle specie sul pianeta, portando la specie umana ad avanzare tecnologicamente e fare in modo che essi "coltivino" Lavos (come poi è successo con la Mammon Machine della Regina di Zeal, creata per aumentare la potenza di Lavos). Nella ritraduzione relativa al remake su Nintendo DS, Lucca spiega che Lavos permette alle specie sul pianeta di migliorare il proprio DNA solo per farne uso lui stesso (e infatti il "core" di Lavos, che i protagonisti affrontano nell'ultimo scontro del gioco, ha sembianze vagamente umanoidi). Lavos, nella timeline originale, dorme per milioni di anni, solo per svegliarsi nel 1999 A. D. e devastare il mondo. Il parassita è stato però evocato due volte da personaggi esterni al suo ciclo vitale: una volta nel 12.000 B.C. dalla Regina di Zeal e una volta nel 600 A.D. da Magus.
Lavos è composto da tre parti: un guscio esterno, capace di copiare statistiche e attacchi di boss che il gruppo ha incontrato in precedenza; un grosso essere con due braccia (vagamente rassomigliante alla forma non perfetta di Cell di Dragon Ball) e infine un "core" dalla forma umanoide. Tale forma si ipotizza che possa essere dovuta al fatto che Lavos fa uso del DNA della specie più avanzata sul pianeta.
Una volta sconfitto, si scoprirà nel sequel Chrono Cross che Lavos è finito nell'oscurità al di fuori del tempo, la stessa sorte che è toccata alla principessa di Zeal Schala. Lavos inizia allora ad assorbire Schala (che in Chrono Trigger viene presentata come una ragazza dagli incredibili poteri magici) divenendo così prima il Dream Devourer (divoratore di sogni, boss opzionale presente solo nel remake di Chrono Trigger per Nintendo DS) e poi il Time Devourer, boss finale di Chrono Cross.
Lavos sembrerebbe avere un acerrimo nemico nell'Entità, un soggetto teorizzato dai protagonisti durante una sottoquest. Il gruppo (e in particolar modo Lucca), infatti, cominciano a pensare che dietro i Portali del Tempo non ci sia Lavos (come erroneamente supposto in precedenza), bensì una qualche entità benigna che aiuta gli eroi nella loro lotta. L'entità è spesso associata all'essenza vitale del pianeta stesso.
Alcuni fan hanno notato delle somiglianze tra Lavos e It dell'omonimo romanzo di Stephen King. Entrambi sono entità parassite arrivate sul pianeta; entrambi, in qualche modo, basano la loro esistenza sugli esseri umani (It se ne ciba direttamente, Lavos li fa evolvere per poi mietere il loro DNA) e ne influenzano il comportamento (Lavos influenza lo sviluppo della specie umana, It rende gli abitanti della cittadina di Derry più rissosi e noncuranti delle violenze che si consumano sotto i loro occhi). Entrambi hanno dei nemici "sovrannaturali": It trova ne "la Tartaruga" la sua nemesi, mentre Lavos è in scontro diretto con l'Entità; questi esseri benigni inoltre aiutano i protagonisti dell'opera a sconfiggere il male. Infine, entrambi assumono forme di invertebrati con esoscheletro.

## Lucca
Lucca (ルッカ?, Rukka) è una geniale inventrice, che usa intelligenza e creatività per creare divertenti robot (come Gato) ed invenzioni innovative (il teletrasporto a corto raggio). Non riesce a perdonarsi per l'infortunio occorso alla madre, che ha perduto l'uso delle gambe; nel gioco avrà l'opportunità di cambiare gli eventi. Alla Fiera del Millennio il teletrasporto sembra non funzionare, e Marle viene portata indietro nel tempo. Lucca combatte con una pistola; i suoi incantesimi ricadono nella sfera del fuoco.
Questo personaggio ricorda molto Bulma, personaggio ideato dallo stesso Akira Toriyama in Dragon Ball. Ricorda molto anche Arale personaggio di un altro celebre manga di Akira Toriyama. Come Lucca, anche Bulma è una geniale inventrice.
Retrospettivamente, la rivista Famitsū ha classificato Lucca come la diciassettesima eroina più famosa dei videogiochi degli anni '90.

## Marle
Marle (マール?, Māru) è la Principessa di Guardia, il cui vero nome è Principessa Nadia. Ha problemi col padre, che le fa condurre una vita noiosa; scappata dunque dal castello si intrufola alla Fiera del Millennio, dove incontra Crono. Il medaglione che porta al collo interagisce con la macchina del teletrasporto di Lucca, che stava provando. Rispedita indietro al 600 A. D., viene scambiata per la Regina Leene, che nel frattempo era stata rapita; ciò causa un paradosso temporale che cancella la sua esistenza, finché Crono e Lucca non trovano e salvano la sua antenata. Marle combatte con la balestra e la sua sfera di magia è il ghiaccio. È autrice, inoltre, dei più potenti incantesimi di risanamento nel gioco. Il suo aspetto è quello di Bulma di Dragon Ball.
Retrospettivamente, la rivista Famitsū ha classificato Marle come la sedicesima eroina più famosa dei videogiochi degli anni '90.

## Magus
Magus, il cui nome originale è Janus, principe del regno di Zeal, è il fratello minore di Schala. Viene portato avanti nel tempo (dal 12.000 BC al 600 AD) da Lavos dopo la battaglia nell'Ocean Palace. Può diventare un personaggio giocabile se, dopo aver battuto Dalton e ripreso Epoch, si rifiuta di combatterci contro. Si unisce al team ed è molto utile per riportare in vita Crono. La sua magia ricopre la sfera dell'oscurità e la sua arma è una falce (nel gioco è invisibile), ma predilige l'uso di qualsiasi tipo di magia, eccetto quella curativa.
Magus ha un volto affilato, gli occhi scuri, la pelle estremamente pallida, i capelli bianco-azzurrini portati lunghi sopra le spalle. Il portamento è sempre altero e distante. È vestito con colori scuri (nero-viola-rosso scuro); ha un lungo mantello viola, che lascia oscillare mentre cammina o corre ed all'interno del quale è spesso avvolto. È l'unico personaggio opzionale all'interno della saga, e non può combinare i suoi poteri con quelli degli altri (a parte due tecniche triple molto potenti conferite da due pietre: la pietra nera, con la quale evoca insieme a Lucca e Marle la tecnica del Buio Eterno, e la pietra blu, con la quale evoca insieme a Robo e Lucca la tecnica della Fiamma Omega).
Magus è a capo della razza Mistica che guerreggia nell'anno 600 A.D. contro gli umani. Dieci anni prima ha inoltre ucciso il compagno e maestro del personaggio Frog, Cyrus, il più valente fra i cavalieri del Reame di Guardia. L'unico modo per sconfiggere Magus è utilizzare la spada Masamune, che nel gioco risulta spezzata in due parti, il filo e l'elsa.
Dopo essere stato sconfitto nel suo castello Magus viene mandato indietro nel tempo, nel reame di Zeal. Agendo come un profeta, usando le sue conoscenze sul futuro, Magus si insedia nel palazzo. Il gruppo scoprirà in seguito che Magus era un tempo noto come Janus, principe del reame di Zeal nel 12.000 B.C. Quando Lavos apparve, Janus fu scagliato nel futuro, probabilmente attorno al 560-570 A.D., dove divenne un mago oscuro.
Quando Lavos appare nel Palazzo dell'Oceano Magus si rivela e prova a distruggerlo, senza risultati. Sconfitto, egli non è in grado di salvare sua sorella Schala, che sacrifica (sembra) la sua vita per contrastare il mostro.
Il mangaka Akira Toriyama (autore di Dragon Ball e Dragon Quest) ha concepito il suo aspetto. In Giappone Magus è noto come Maō (魔王), un sillogismo molto frequente negli anime, manga e videogiochi giapponesi, la cui traduzione può variare in numerosi modi diversi, benché simili tra loro, quali: "re mago demoniaco/oscuro/della magia oscura/malvagio/della magia malvagia/maligno/della magia maligna/nero/della magia nera", "re dei maghi demoniaci/oscuri/della magia oscura/malvagi/della magia malvagia/maligni/della magia maligna/neri/della magia nera", "re stregone" (forse quella nel complesso più adeguata), "re degli stregoni", "re demone/demoniaco", "re dei demoni/dei demoniaci".

## Melchiorre
È noto come "Guru of the life" (ovvero "Guru della Vita"). Egli è lo scopritore di materie speciali ed armi magiche, ed insieme a Baldassarre e Gasparre, viene nominato Saggio di Zeal. Anche lui un tempo viveva in Zeal. A causa della caduta di Zeal da parte di Lavos e durante l'evento della nascita di quest'ultimo, Melchiorre viene trasportato nel 1000 A.D. Un personaggio con il quale i nostri eroi interagiranno più volte nel corso degli eventi e della storia. Inventore e venditore di armi magiche, sarà lui a riforgiare e donare una nuova vita alla spada Masamune, l'unica arma in grado di mietere il misticismo ed in grado di sconfiggere Magus (lui come qualsiasi altro abitante del regno di Zeal, in realtà). Dopo una missione opzionale, egli potrà creare, grazie al "Guscio Arcobaleno", potenti equipaggiamenti di difesa, nonché un'arma potentissima per Crono, la katana "Arcobaleno". Il suo nome come quello degli altri due guru di Zeal è preso dai tre re magi della tradizione cristiana.

## Ozzie
Ozzie è il vice capo delle Creature Mistiche e braccio destro di Magus, riconoscendo in lui poteri straordinari. Nel 560/570 A.D., durante una spedizione, Ozzie (un tempo il capo indiscusso delle Creature Mistiche), accompagnato dai suoi Gargoyles tirapiedi, trova su di una montagna Janus (alias Magus) ancora bambino (è stato scaraventato a spasso nel tempo assieme ai tre guru, durante l'evento della nascita di Lavos). Si pensa che sia proprio grazie al misticismo delle creature mistiche che Janus/Magus abbia potuto coltivare tutti i suoi poteri magici (gran parte di essi di tipo Ombra).
E proprio questi poteri occulti hanno convinto Ozzie a rendere Magus/Janus il Sovrano indiscusso delle Creature Mistiche. In realtà, si scopre che Janus li sta solo utilizzando. Gli servivano degli scagnozzi temibili per tenergli lontano eventuali ospiti indesiderati (come Glenn/Frog, Cyrus o altri cavalieri di Guardia) e nel frattempo coltivava i suoi poteri, essendo lui intenzionato a richiamare Lavos nel 600 AD per poterlo finalmente distruggere.
Ozzie serve il proprio capo nonostante sia poco intelligente, molto tonto ed altrettanto maldestro.
Dopo la sconfitta di Magus, le Creature Mistiche sembrano scomparire per sempre dalle terre di Guardia. In realtà, i pochi fuggiaschi, assieme ad Ozzie, Slash e Flea, si rinchiudono nel castello di Ozzie, lontano dal regno di Guardia, un tempo la base generale delle Creature Mistiche (prima che venisse costruito il Castello di Magus). In una missione opzionale è possibile entrare nel suddetto castello di Ozzie, per sconfiggerlo definitivamente, assieme ai suoi scagnozzi, Flea e Slash, tutti e tre con rinnovata potenza e rinnovato equipaggiamento (difatti Ozzie indosserà i "Calzoni di Ozzie" durante la seconda battaglia, che possono essere rubati grazie alle abilità di Ayla).
Ozzie, sebbene si narra che abbia grandi poteri mistici, in realtà sembra possedere soltanto l'elemento del ghiaccio, che utilizzerà, più di una volta, soltanto sotto forma di magia protettiva.
Il nome del personaggio è chiaramente ispirato a Ozzy Osbourne, cantante dei Black Sabbath, così come Flea è ispirato a Flea (bassista dei Red Hot Chili Peppers) e Slash è ispirato a Slash (ex chitarrista dei Guns N' Roses), tutti personaggi legati al mondo del rock.

## Robo
Robo (ロボ?, Robo) è un robot del 2.300 A.D.; creato in origine per aiutare l'umanità nel Proto Dome, è stato danneggiato dall'Apocalisse nel 1999 A.D.. Riparato da Lucca, senza memoria della sua missione precedente entra nel gruppo. Il suo vero nome è Prometeo (ovvio riferimento alla divinità greca), mentre il suo numero di serie è R-66Y. Usa come arma il suo braccio robotico e non usa magie, sebbene sia equipaggiato con un laser che imita gli incantesimi dell'ombra. Robo, in una missione opzionale, verrà punito dal suo creatore, il Cervello Madre, per essersi unito agli umani, ed incontrerà la sua "fidanzata" persa da tempo, Atropo (ancora un riferimento evidente alla mitologia greca).

## Schala
Schala è la figlia della regina Zeal e la sorella maggiore di Janus (alias Magus).
È insolitamente gentile ma sottostà al volere malvagio della Regina; possiede poteri magici tanto forti da essere l'unica in grado di attivare la Macchina Mammon ma alcuni abitanti del regno di Zeal pensano che Janus possa sviluppare poteri ancora maggiori.
È possibile vederla diverse volte durante Chrono Trigger. La prima volta la si incontra dopo il primo viaggio a Zeal accanto alla Regina con il losco Profeta;
la seconda volta sempre nel periodo di Zeal sulla terra ferma in compagnia dei rifugiati non adatti a vivere nel regno poiché sono senza poteri;
la terza volta nel Palazzo Oceano in occasione dell'attivazione della Macchina Mammon e del risveglio di Lavos.
Nella versione per Nintendo DS la si può vedere una quarta volta accanto al Boss bonus Dream Devourer.

## Slash
Slash è il braccio destro di Ozzie. Un temibile spadaccino, munito dei poteri del vento, che utilizza soltanto nelle sue sferzate soniche.
Nel 600 AD lo si incontra nelle stanze del castello di Magus. Di carattere gradasso, utilizzerà tutti i suoi poteri, nonché la sua fidata spada "Slasher", solo dopo una sonora prima sconfitta da parte dei nostri eroi. Una volta sconfitto del tutto, egli fuggirà lasciando un bel regalino per Crono (per l'appunto, la spada Slasher).
Egli ritornerà, più forte ed armato della sua nuova "Slasher II" (che si potrà rubare grazie alle abilità di Ayla), in una missione opzionale, nel castello di Ozzie.
Il nome del personaggio è chiaramente ispirato a Slash, chitarrista ex membro dei Guns N' Roses, così come Ozzie è ispirato a Ozzy Osbourne (cantante dei Black Sabbath) e Flea è ispirato a Flea (bassista dei Red Hot Chili Peppers), tutti personaggi legati al mondo del rock.

## Toma
Toma è un archeologo ed avventuriero dell'anno 600 A.D. All'inizio molti lo reputano un fanfarone, ma è proprio grazie a lui che i nostri eroi, in una missione opzionale, riusciranno a scoprire l'esatta ubicazione della "Conchiglia Arcobaleno", una scoperta che, per Toma, valeva la sua vita intera. Difatti Toma stesso raccomanda ai nostri eroi che, nel caso in cui dovesse morire prima di divulgare la sua scoperta, essi dovranno versare, sulla sua pietra tombale, la sua bevanda preferita (una Gazzosa). Facendo questo, il fantasma di Toma indicherà agli eroi l'isola dove si nasconde la "Conchiglia Arcobaleno", che poi non è altri che il castello di Azala, colei che, nel 65.000.000 B.C. era la regina dei Reptiti e l'acerrima nemica di Ayla. La "Conchiglia arcobaleno" sarà indispensabile per creare quella che è (almeno nella versione SNES del gioco) l'arma definitiva per Crono.